# De tijwisselaar
Tom Poes en de tijwisselaar of kortweg De tijwisselaar is het 100ste verhaal uit de Bommelsaga, geschreven en getekend door Marten Toonder. Het verhaal verscheen voor het eerst op 21 augustus 1962 en liep tot 30 oktober van dat jaar. 
Het verhaal kaart aan dat wetenschap en feiten weinig kunnen uitrichten tegen bijgeloof en overtuigingen, en dat er verwarring kan zijn over oorzaak en gevolg.

## Samenvatting
Ten zuiden van Kaap Hozebek ligt het eiland Raap. Het is klein en onaanzienlijk, maar hier worden sinds onheuglijke tijden eb en vloed geregeld, althans dit wordt gedacht. Er is dan ook een speciale "tijwisselaar" aangesteld. 
Het schip de Albatros van kapitein Wal Rus is met een lading sokken onderweg naar Kaap Hozebek. Bij nadering van het eiland Raap gaan Tom Poes, heer Bommel en kapitein Wal Rus per sloep naar het eiland.
Wal Rus krijgt binnen de kortste keren ruzie met de eilandbewoners en vooral met de tijwisselaar, wiens werk hij als grote onzin ziet. Het wetenschappelijke betoog van de kapitein over de getijden, ondersteund door heer Bommels boeken, maakt vervolgens toch indruk op de tijwisselaar Horletoet, die zijn werkzaamheden al gauw verzaakt en zelfs zijn leerling gaat tegenwerken. Leerling Kobbe Kobbema gaat echter proberen te bewijzen dat de wereld niet zonder tijwisselaar kan. Het is en blijft de vraag wie er gelijk heeft; één van de twee, of toch geen van beide. Uiteindelijk blijkt het eiland te vergaan en moeten ze het snel verlaten.

## Hoorspel
- De tijwisselaar in het Bommelhoorspel